# Шестая колонна
«Шестая колонна» (англ. Sixth Column) — научно-фантастический роман Роберта Хайнлайна, написанный по сюжету Джона Кемпбелла. Впервые опубликован в журнале Astounding Science Fiction (январский, февральский и мартовский выпуски 1941 года) под псевдонимом Anson MacDonald, позже был расширен и вышел отдельным изданием в 1949 году. Название отсылает к понятию «Пятая колонна». С 1951 года более 20 раз издавался как «The Day After Tomorrow».

## Содержание
Роман, написанный накануне войны на Тихом океане, посвящён завоеванию США паназиатами — единым народом, объединившим китайцев и японцев, чья империя уже захватила всю Евразию, включая СССР. Книжное издание также было связано с понятием «жёлтой угрозы», так как совпало с победой коммунистов в гражданской войне в Китае.
Последним форпостом армии США остался секретный научно-исследовательский центр в горах Колорадо. Туда прибывает майор Ардмор, которому предстоит возглавить сопротивление в условиях непрекращавшегося террора. В лаборатории осталось всего 6 человек — остальные погибли в ходе эксперимента с электромагнитными и гравитационными полями. Поскольку паназиаты не преследуют религиозные организации, Ардмор при помощи учёных центра создаёт псевдорелигию бога Мотаа, и начинает активную миссионерскую деятельность («прихожан» хорошо кормят, не принуждают принимать религию, а культовые гимны исполняются на мелодии патриотических американских песен). Открытие трансмутации позволяет команде Ардмора иметь неограниченное количество золота для покупки продовольствия и подкупа паназиатских чиновников. Находится и агент в стане врага — капитан разведки Даунер, которому сделали пластическую операцию, чтобы он внешне походил на паназиатов. Благодаря открытым в последние дни войны волновым технологиям, в храмы Мотаа не могут войти паназиаты. Это же излучение позволяет создать мощнейшее оружие, которое будет поражать только паназиатов. В финале сходит с ума профессор Кэлхун, одержимый идеей создания диктатуры учёных, но его удаётся обезвредить — при этом погиб американец японского происхождения Фрэнк Мицуи, боровшийся с паназиатами, убившими всю его семью. США вновь обретают независимость, а наместник Паназиатской империи покончил с собой, не дождавшись суда.

## Критика
Хайнлайн написал роман на основе сюжета Дж. Кемпбелла — неопубликованного рассказа All, и позднее заявлял, что не считает роман своей творческой удачей, утверждая, что он слишком расистский. Писатель и критик Джордж Зебровски заявил, что в образе Кэлхуна Хайнлайн спародировал самого Кемпбелла. В рецензии Энтони Бучера и Фрэнсиса Маккомаса говорилось, что роман — «превосходный пример серьёзной pulp-литературы».